# Болбасово
Болба́сово або Бовбасів (біл. Балбасава, Баўбасаў) — селище міського типу в Оршанському районі Вітебської області Білорусі.
Населення селища становить 4,2 тис. осіб (2002).